# ناصر محمود نور
ناصر محمود نور (بالإنجليزية: Nasser Mahmoud Noor) (مواليد 22 أغسطس 1996) هو لاعب كرة قدم إماراتي ، يجيد اللعب في مركز خط الوسط. 

## الحياة الشخصية
لعب في نادي الوصل ونادي عجمان.